# NGC 6566
NGC 6566 ist eine elliptische Galaxie vom Hubble-Typ E0 im Sternbild Drache am Nordsternhimmel. Sie ist schätzungsweise 246 Millionen Lichtjahre von der Milchstraße entfernt und hat einen Durchmesser von etwa 45.000 Lichtjahren.
Das Objekt wurde am 27. Oktober 1861 von Heinrich d’Arrest entdeckt.